# Bel-iqiszanni
Bel-iqiszanni (akad. Bēl-iqīšanni, w transliteracji z pisma klinowego zapisywane najczęściej mEN-BA-šá(-a/an)-ni; tłum. „Pan obdarzył mnie”) – wysoki dostojnik, gubernator prowincji Szibhinisz za rządów asyryjskiego króla Adad-nirari III (810-783 p.n.e.); według asyryjskich list i kronik eponimów w 791 r. p.n.e. pełnił też urząd eponima (akad. limmu). Jego imieniem jako eponima datowane są dokumenty prawne i administracyjne z Kalhu i Niniwy. Zgodnie z Asyryjską kroniką eponimów za jego eponimatu miała miejsce wyprawa wojenna przeciw królestwu Hubuszkia.